# Суворово (община)
Суворово (болг. Община Суворово) — община у Варненській області Болгарії. Адміністративний центр общини — однойменне місто. 

## Населення
Населення становить 8 387 осіб (станом на 1 лютого 2011 р.).

## Населенні пункти общини
- Баново
- Дриндар